# Trochidrobia minuta
Trochidrobia minuta é uma espécie de gastrópode  da família Hydrobiidae.
É endémica da Austrália.